# Apsolutni idealizam
Apsolutni idealizam je jedna forma idealizma. Jedan od najpoznatijih predstavnika apsolutnog idealizma je Georg Vilhelm Fridrih Hegel (pripadnik nemačkog klasičnog idealizma, zajedno sa filozofima Kant, Johan Gotlib Fihte i Fridrih fon Šeling). Pripadnici apsolutnog idealizma smatraju da je celokupna stvarnost jedna jedinstvena apsolutna ideja. Ona predstavlja jedinstvo subjekta i objekta i ona se neprestano razvija, kreće, unutar sebe. Hegel je tu pokretačku snagu apsolutne ideje nazvao "dijalektika", i stvorio je tri zakona dijalektike.